# 硬質ポリ塩化ビニル管
硬質ポリ塩化ビニル管（こうしつポリえんかビニルかん）は、硬質な塩化ビニル樹脂でできた配管素材のこと。鉄管に比べ抵抗が少ない為、流体の流量も多く、腐食にも強い管材。通気・給水・排水に幅広く用いられている。略称は塩ビ管、塩ビパイプ。

## 概要
腐食に強い。また、柔軟性と耐火性に優れかつ低価格だが、耐熱性と耐衝撃性に欠く。
日本では1952年に積水化学から発売された。